# Ballainvilliers
Ballainvilliers är en kommun i departementet Essonne i regionen Île-de-France i norra Frankrike. Kommunen ligger i kantonen Villebon-sur-Yvette som tillhör arrondissementet Palaiseau. År 2022 hade Ballainvilliers 4 838 invånare.

## Befolkningsutveckling
Antalet invånare i kommunen Ballainvilliers
| Referens: INSEE |